# Wodogrzmoty Mickiewicze
Wodogrzmoty Mickiewicze jsou vodopády ve Vysokých Tatrách, které se skládají ze třech větších a několika menších kaskád (od 3 do 10 m) na potoce Roztoka v Dolině Roztoki, který odtéká z doliny Pěti Stawů Polských. Nachází se přibližně 1 km od ústí potoka do řeky Biela voda. Vodopády byly nazvány Wodogrzmoty (Vodohřmoty) kvůli velkému hluku, který padající voda vytváří. Tři větší stupně jsou nazvány Wyżni Wodogrzmot, Pośredni Wodogrzmot a Niżni Wodogrzmot. Vznikly v místě, kde voda překonává skalní práh, kterým Dolina Roztoki přechází do Doliny Białki. Nad prahem je vidět Turnia nad Szczotami v masívu Wołoszyna. Nad vodopády na svazích Roztocké Czuby roste reliktní porost modřínů a limb.

## Název
Polské tatranské společenství nazvalo vodopády v roce 1891 po Adamovi Mickiewiczovi stejně jako dolinu Rybího Potoku, ale název doliny se neujal a zůstal jen název vodopádů. Mickiewicz vlastně nemá na Tatry žádnou jinou vazbu a ani je nikdy nenavštívil, snad jen část jeho dramatu Konfederaci Barscy se zde odehrává.

## Výhled
Z kamenného mostu postaveného v roce 1900 na cestě k Morskému Oku je vidět pouze Pośredni Wodogrzmot. Ke zbývajícím je přístup zakázaný.

## Přístup
- od Morského Oka (1.35 hod.)
- přes Rówień Waksmundzką a Psią Trawkę do Toporowé Cyrhli
- z parkoviště Palenica Białczańska (40 min.)
- přes Dolinu Roztoki do Doliny Pěti Stawů Polskich (2 hod.)
- o něco výše od trasy vlevo odbočka k chatě na polaně Stara Roztoka (15 min.)